# BLEACH 死神代行篇
《BLEACH 代理死神篇》（日語：BLEACH 死神代行篇）是《BLEACH》的第一篇，由阿部记之导演，东京电视台、电通和Studio Pierrot制作。英文版由Viz Media发行，台湾分别由八大综合台和Animax台播放，而香港在J2台播放。此篇根据久保带人的漫画《BLEACH》中的头8话改编，此篇讲述的是主角黑崎一护在成为死神，顶替朽木露琪亚后的冒险经历。
此篇开始在2004年10月至2005年2月间于日本东京电视台播出。台湾在2006年6月开始播出。欧美则于2006年9月至2007年1月在YTVBionix节目和卡通频道Adult Swim节目播出，其中Bionix早一天播出。2007年9月，英国的AnimeCentral开始播出这一篇。 
此篇共使用3首主题曲：一首片头曲和2首片尾曲。片头曲为橘子新乐园的单行曲《＊〜米字鍵〜》。头15集的片尾曲为傅理惠的《Life is Like a Boat》，剩下的7集则为HOME MADE家族的《Thank You!!》。
此篇被压成5张DVD，每张DVD包括4集。这套DVD集从2005年2月2日到2005年6月1日在日本发行。这套DVD集的封面为主角黑崎一护的画像，被提名为2007年美国动漫奖最佳DVD包装设计。包括该篇全20集的DVD集在2007年10月30日由Viz Media发行。 除了下表所列的各集外，BLEACH2个OVA中的第1个，《雨中的记忆》，被放入代理死神篇，代替该篇的第8集和第9集，在Jump Festa展出。 

## 各集列表
| 集数 | 标题                                                           | 原版播出日期   |
| --- | -------------------------------------------------------------- | -------------- |
| 1 | 成为死神的一天 （Shinigami ni natchatta hi）                   | 2004年10月5日  |
| 黑崎一护是15岁的高中生，他能够看到灵。在试图保护一个小女孩的灵魂免受虚的伤害时，他目击了恶灵和1位死神之间的冲突。后来，一户在他的房间里又一次看见这位女性死神。她称自己叫朽木露琪亚，并向黑崎一护展示了死神的基本工作，即在一户面前展示魂葬的过程。这时虚又回来袭击黑崎家，而露琪亚受伤。为了保护家人，黑崎一护不顾一切地将露琪亚的灵力转入自己体内，成为了死神，并成功地打败了虚。                                          |                                                                |                |
| 2 | 死神的工作 （Shinigami no oshigoto）                           | 2004年10月12日 |
| 在发现露琪亚进入他的班级后，一護知道她已经丧失了她的灵力，而他这时必须代替她，直到她的灵力回复。尽管开始拒绝承担这份责任，但一護最后认识到遭遇虚时无法袖手旁观，并接受责任。 |                                                                |                |
| 3 | 哥哥的感觉、妹妹的想法 （Ani no omoi, imōto no omoi）          | 2004年10月19日 |
| 一護在发现他的同学井上织姬的哥哥变成了虚，并跟踪織姬后，开始犹豫是否要履行职责。在被迫再次利用他的能力后，他停止了对杀虚问题的犹豫，最终尽到自己作为代理死神的责任。 |                                                                |                |
| 4 | 被诅咒的鹦鹉 （Noroi no inko）                                 | 2004年10月26日 |
| 一護的朋友茶渡泰虎购买了一只含有一个小男孩的灵魂的，受诅咒的鹦鹉，这个诅咒是会给任何拥有这只鹦鹉的人带来不幸，这其实是跟踪这个男孩的灵魂的虚干的。茶渡遭到这只虚的攻击，但在露琪亚帮助下，他们跟这只虚僵持了下来。 |                                                                |                |
| 5 | 狂殴看不到的敌人！ （Mienai teki o nagure!）                   | 2004年11月2日  |
| 得到露琪亚的帮助，茶渡在看不见这只虚的情况下与之战斗。一護最终到来，并击败了虚，但这只虚不是像其他虚一样得到净化并被带到尸魂界，而是出现了地狱的大门并将这只虚吸入其中。而小男孩的灵魂被带到了尸魂界。 |                                                                |                |
| 6 | 死斗！一护VS一护 （Shitō! Ichigo vs Ichigo）                   | 2004年11月9日  |
| 为了让一護在她不在的情况下也能转为死神，露琪亚在浦原商店买了一瓶SOUL*CANDY。但是瓶内装着的其实是一个改造魂魄，是瀞灵庭发明用来杀虚的人造战士。在改造魂魄进入一護体内后，改造魂魄开始横冲直撞，破坏了一護的形象。 |                                                                |                |
| 7 | 变为布娃娃的魂 （Nuigurumi kara KONnichiwa）                   | 2004年11月16日 |
| 一護与进入他体内的改造魂魄对峙，但被到来的虚中断，他们一起击败了虚。后来浦原喜助（卖给露琪亚SOUL*CANDY的商人）要回收“不合格”商品时，一護拒绝了，他将改造魂魄放入一只狮子布偶中，并叫他“魂”。同时在瀞灵庭，另一位死神被要求追捕露琪亚，因为露琪亚在现世待了太久，需要找回。 |                                                                |                |
| 8 | 6月17日，雨的记忆 （Roku gatsu jū shichi nichi, ame no kioku） | 2004年11月23日 |
| 一護一家在一護母亲祭日那天来到她的坟墓。在那里，追捕露琪亚的死神因为露琪亚将灵力给了一护，违背了尸魂界的法律，而向一護一家发起攻击。这场战斗因一護的妹妹游子和夏梨遭到一只体型巨大的虚的攻击而中断。 |                                                                |                |
| 9 | 打不到的敌人 （Taosenai teki）                                 | 2004年11月30日 |
| 一護与这只虚战斗，而这只虚已经显示就是杀害一護母亲的虚。在愤怒之下，一護击败了这只虚，但没法杀掉它。见证一護的实力后，那个追捕露琪亚的死神在警告一護及露琪亚后，离开了。 |                                                                |                |
| 10 | 特急灵场突击之旅！ （Burari reijō totsugeki no tabi!）         | 2004年12月7日  |
| 当红心灵节目主持人唐•观音寺在节目中将一只地缚灵转化为虚，而一護被迫清理这混乱的局面。虚被击败时，唐•观音寺为他的所作所为感到震惊。在一護让他振作一点后，唐•观音寺回到了他的老样子，并在一護反对之下，称一護是他的新徒弟。 |                                                                |                |
| 11 | 传说中的灭却师 （Densetsu no Kuinshī）                         | 2004年12月14日 |
| 在与虚进行战斗时，一護遇到了石田雨龙，他是一護的同学，属于灭却师一族——能够利用灵力制造灵弓与虚战斗的人。雨龙宣称自己是所有死神的敌人，并让一護参与杀虚比赛与他较量。 |                                                                |                |
| 12 | 温柔的右手 （Yasashii migiude）                                | 2004年12月21日 |
| 一護与雨龙之间的杀虚比赛吸引了成百上千只虚袭击空座町，让一護的很多朋友遭受威胁。茶渡为了救夏梨，被迫与虚进行战斗。在战斗中他完全能够清晰地看到虚，并激发了他的新能力——能够发出冲击波的右臂。 |                                                                |                |
| 13 | 花与虚 （Hana to horō）                                        | 2004年12月28日 |
| 局势更加恶化，有更多虚出现在现世，袭击了学校，織姬和她的朋友就在那里。为了保护他们，織姬也激发了她自己的能力“盾舜六花”——一群来自于他哥哥给她的发卡的精灵生物，并击败了虚。随后，在露琪亚和一護与雨龙对峙时，浦原喜助接待了織姬和茶渡，以帮助他们使用他们自己的新能力。 |                                                                |                |
| 14 | 背靠背的死斗！ （Senaka awase no shitō!）                      | 2005年1月11日  |
| 大群虚的到来迫使一護和雨龙联合起来与这些虚作战，而其他人则在观战。一只大虚到来，一護在得到雨龙的灵力下伤到了这只大虚，这只大虚随后撤退。但在此过程中，他释放了太大的灵力。他的灵压让自己失控，而雨龙通过利用一護的灵力，向天空发射灵箭，来释放后者过量的灵力。 |                                                                |                |
| 15 | 魂之哦哈哦哈大作战 （Kon no UHAUHA daisakusen）                | 2005年1月18日  |
| 在受不了一護的虐待的情况下，魂逃出一護家以寻找更好的主人。但他发现因为自己的畸形性格，自己遭受女孩们持续不断的虐待。一護尽力想要照顾雨龙，但遭后者的拒绝。而露琪亚也纠缠于自己与人类的情感。为了不让一護受到危险，露琪亚离开一護家去面对尸魂界派来的新追捕者。 |                                                                |                |
| 16 | 阿散井恋次、参上 （Abarai Renji, kenzan!）                     | 2005年1月25日  |
| 一護与前来追捕露琪亚的死神阿散井恋次僵持。恋次发动始解，将他的斩魄刀变成他独一无二的武器以加强攻击力，一護发现自己很难与一个经过完全训练的死神战斗。 |                                                                |                |
| 17 | 一護、死吧！ （Ichigo, shisu!）                                | 2005年2月1日   |
| 一護面对恋次重新振作起来，并差点就要杀死他。就在恋次快要倒下的时候，露琪亚的义兄朽木白哉加入战斗，并利用瞬步击败一護。露琪亚回到尸魂界以让一護能够免于一死，一護奄奄一息，也失去了灵力。他随后得到浦原喜助的救助，后者也支持前者营救露琪亚，因为尸魂界要判处露琪亚死刑。但是，一護必须同意接受浦原的训练以恢复灵力。 |                                                                |                |
| 18 | 夺回！死神的力量！ （Torimodose! Shinigami no chikara!）       | 2005年2月8日   |
| 在学期的最后一天，一護因除了織姬、茶渡和石田外，没人记得露琪亚而失望，因为尸魂界删除了他们的记忆。一護开始在浦原商店接受训练，首先要与商店的女店员䌷屋雨战斗，以重新获得对灵体的控制。随后进入第二阶段训练，一護的灵魂被从身体割离，并被扔到一个深井中，他必须在72小时内恢复死神能力，否则就会有变成虚的危险。同时，一只会说话的猫夜一训练茶渡和織姬，让他们掌握并提高自身的能力，从而可以和一護一起来到尸魂界，拯救露琪亚。 |                                                                |                |
| 19 | 一護、墮落為虛！ （Ichigo, horō ni ochiru!）                   | 2005年2月15日  |
| 尸魂界方面，露琪亚的刑期提前，她只剩25天了。在深井中，一護正在与变成虚所带来的痛苦作斗争。在他几乎变成虚的时候，他进入到了自己的内心世界，与他在精神世界的灵魂斩月面对面，唤醒他与生俱来的灵力。一護以一种气势汹汹的方式跳出深井，身着死霸装，带着虚的面具。在摘下面具后，一護进入到训练的第三阶段——与浦原战斗。 |                                                                |                |
| 20 | 市丸银的影子 （Ichimaru Gin no kage）                          | 2005年2月22日  |
| 在与浦原交战的过程中，一護知道了自己斩魄刀的名字——斩月。在知道它的名字后，斩魄刀形态发生转变，变得更加强大，释放出来能够碰掉浦原帽子的灵压，完成了训练的第三阶段。同时，井上和茶渡也完成了与夜一的训练。同时石田独自进行的训练也已完成，一護一行人穿过了浦原和夜一造的穿界门，来到尸魂界。 |                                                                |                |